# Serene Velocity
Serene Velocity — сборник британской инди-рок группы Stereolab. Он был выпущен 29 августа 2006 года лейблами Duophonic Records и Elektra/Rhino. На альбоме-компиляции собраны материалы, выпущенные в годы работы группы на Elektra.

## Отзывы
| Оценки критиков | Оценки критиков |
| Источник        | Оценка          |
| --------------- | --------------- |
| Allmusic        | [ 1 ]           |
| Pitchfork Media | (8.5/10)        |

Serene Velocity получил в целом благоприятные отзывы музыкальных критиков.
Хизер Фарес из Allmusic описал сборник как удачную однодисковую ретроспективу всей дискографии группы Stereolab и отметил, что «…сборник с точностью до запятой останавливается на определяющих треках каждого релиза: „Jenny Ondioline“ и „Crest“ отражают Transient Random-Noise Bursts with Announcements с бодрящим, дронным звуком Announcements, а „Ping Pong“ и „Wow and Flutter“ отражают более откровенно попсовое направление Mars Audiac Quintet. Emperor Tomato Ketchup — единственный альбом, с которого взяты три трека („Cybele’s Reverie“, „Metronomic Underground“ и „Percolator“)». Далее рецензент написал, что «Все они показывают, как группа соединила джаз, фанк, хип-хоп и камерный поп в том, что многие считают ее шедевром. Более абстрактный, отстраненный характер работ Stereolab от Dots and Loops до Sound-Dust хорошо представлен на „Brakhage“, „Infinity Girl“ и „Double Rocker“, а „Vonal Declosion“ и „…Sudden Stars“ знаменуют возвращение Margerine Eclipse на более попсовую почву. Действительно, весь сборник настолько ровный, что может наскучить давним поклонникам, но он очень хорошо подходит в качестве учебника для новых слушателей».

## Список композиций
1. «Jenny Ondioline, Pt. 1» (EP, 1993) — 3:42
2. «Crest» (из Transient Random-Noise Bursts with Announcements, 1993) — 6:07
3. «French Disko» (из French Disko, 1993) — 3:33
4. «Ping Pong» (из Mars Audiac Quintet, 1994) — 3:02
5. «Wow and Flutter» (7" Version) (из Wow and Flutter EP, 1994) — 3:02
6. «Cybele’s Reverie» (из Emperor Tomato Ketchup, 1996) — 4:42
7. «Metronomic Underground» — 7:52
8. «Percolator» — 4:15
9. «Brakhage» (из Dots and Loops, 1997) — 5:29
10. «Miss Modular» — 4:13
11. «Infinity Girl» (из Cobra and Phases Group Play Voltage in the Milky Night, 1999) — 3:55
12. «Come and Play in the Milky Night» — 4:38
13. «Space Moth» (из Sound-Dust, 2001) — 7:34
14. «Double Rocker» — 5:32
15. «Vonal Declosion» (из Margerine Eclipse, 2004) — 3:27
16. «…Sudden Stars» — 4:41